# Dalian Sports Center Stadium
Das Dalian Sports Center Stadium ist ein Mehrzweckstadion in Dalian, Provinz Liaoning, China. Es wird hauptsächlich für Fußballspiele verwendet. Das Stadion fasst 61.000 Zuschauer.  Es wurde 2013 eröffnet. Derzeit trägt der Fußballklub Dalian Yifang hier seine Heimspiele aus.